# Station Merstham
Merstham is een spoorwegstation van National Rail in Merstham, Reigate and Banstead in Engeland. Het station is eigendom van Network Rail en wordt beheerd door Southern. Het station is geopend in 1845.